# マリアージュ (DEENのアルバム)
『マリアージュ』は、DEENのアルバム。

## 作品の解説
- 『神の雫』原作者、樹林伸とのコラボ楽曲4曲収録。
- オリジナルアルバムと、代表曲を3人だけで収録したアコースティックセルフカヴァーアルバムの2枚組。
- 初回生産限定盤はZEPP TOKYOでのライブの模様を収録したDVDと、メモリアルグッズが付いたスペシャルパッケージ仕様。

## 収録曲

### Disc 1：Original Album
1. 心から君が好き〜マリアージュ〜 <Album Mix>
作詞：樹林伸・池森秀一 作曲&編曲：田川伸治
  - 39thシングルのアルバムバージョン。
2. Shining so Beautiful
作詞：池森秀一 作曲&編曲：田川伸治
3. 神の雫
作詞：樹林伸 作曲&編曲：山根公路
4. ハリネズミのジレンマ
作詞：樹林伸 作曲&編曲：田川伸治
5. 雨がいつか上がるように <Album Mix>
作詞：樹林伸 作曲&編曲：山根公路
  - 39thシングルのカップリングのアレンジ。
6. リオの風
作詞：池森秀一 作曲&編曲：田川伸治
7. Come on!
作詞：池森秀一・山根公路 作曲&編曲：山根公路
8. AMONG STARS
作曲&編曲：田川伸治
9. Flower <Album Mix>
作詞：池森秀一 作曲&編曲：山根公路
  - 38thシングルのカップリング曲のアレンジ。
10. Road to My Life
作詞：池森秀一 作曲&編曲：田川伸治
11. 君へのlove song
作詞：池森秀一 作曲&編曲：田川伸治

### Disc 2：Triangle Cover Album
1. このまま君だけを奪い去りたい
作詞：上杉昇 作曲：織田哲郎 編曲：田川伸治
1stシングル
2. ひとりじゃない
作詞：池森秀一 作曲：織田哲郎 編曲：田川伸治
9thシングル
3. 瞳そらさないで
作詞：坂井泉水 作曲：織田哲郎 編曲：大平勉
5thシングル
4. Teenage dream
作詞：坂井泉水 作曲：栗林誠一郎 編曲：山根公路
6thシングル
5. 夢であるように
作詞：池森秀一 作曲：DEEN 編曲：田川伸治
13thシングル
6. 未来のために
作詞：池森秀一 作曲：池森秀一・宇津本直紀 編曲：山根公路
7thシングル
7. 翼を広げて
作詞：坂井泉水 作曲：織田哲郎 編曲：山根公路
2ndシングル
8. 君さえいれば
作詞&作曲：小松未歩 編曲：田川伸治
15thシングル
9. 哀しみの向こう側
作詞：池森秀一 作曲：池森秀一・山根公路 編曲：大平勉
21stシングル
10. 歌になろう
作詞：池森秀一 作曲&編曲：田川伸治

### DVD：DEEN LIVE JOY-Break16～Graduation Party～ 2012/01/28 at ZEPP TOKYO(初回限定生産盤のみ)
1. OPENING
2. Brand New Wing
3. The DAY ～僕らは終わらない～
4. Diamonds ～絆～
5. Memories
6. 瞳そらさないで
7. このまま君だけを奪い去りたい
8. 夢であるように
9. セレナーデ
10. もみの木の下で・・・
11. UTOPIA
12. ひとりじゃない
13. 果てない世界へ
14. I wish
15. ROAD CRUISIN' ～ジョニーとルーシーの物語～
16. Family
17. NEXT STAGE
18. 心から君が好き〜マリアージュ〜
19. LOVERS CONCERTO ～上海ロックスター Episode2～
20. coconuts feat.kokomo
21. 'need love
22. 卒業
23. リトル・ヒーロー